# Samotorica
Samotorica – wieś w Słowenii, w gminie Horjul. 1 stycznia 2017 liczyła 68 mieszkańców.